# 송희아
송희아(1977년 4월 13일 ~ )는 대한민국의 배우이다.

## 학력
- 산서초등학교 졸업
- 산서중학교 졸업
- 산서고등학교 졸업
- 한국사이버대학교 학사
- 인하공업전문대학 항공운항과

## 출연작

### 드라마 & 시트콤
- 《아내의 유혹》 (2008년, SBS) - 정수빈 역
- 《여왕의 조건》 (2005년, SBS) - 박초롱 역
- 《용서》 (2004년, KBS2)
- 《파리의 연인》 (2004년, SBS) - 여비서 역
- 《대박가족》 (2002년, SBS)
- 《매직키드 마수리》 (2002년, KBS2) - 진솔미 역
- 《파도》 (1999년, SBS)
- 《고스트》 (1999년, SBS)
- 《흐린 날에 쓴 편지》 (1998년, SBS) - 성숙 역
- 《순풍산부인과》 (1998년, SBS) - 유치원 선생님 역
- 《장미의 눈물》 (1997년, SBS) - 잔디 역
- 《당신뿐인데》 (1997년, SBS)

### 영화
- 《하루》 (2001년) - 현주 역

## 수상
- 1997년 SBS 톱탤런트 선발대회 특별상
- 1997년 SBS 톱탤런트 선발대회 동상